# Антверпен (округ)
О́круг Антве́рпен (нидерл. Arrondissement Antwerpen) является одним из трёх округов провинции Антверпен, Бельгия.

## Коммуны
| - Антверпен - Артселар - Бухаут - Бом - Борсбек - Брасхат - Брехт - Вейнегем - Воммелгем - Вюствезел | - Зандховен - Звейндрехт - Зурсел - Калмтхаут - Капеллен - Контих - Линт - Малле - Мортсел - Нил | - Ранст - Рюмст - Стабрук - Схелле - Схилде - Схотен - Хемиксем - Хове - Эдегем - Эссен |